# Manuel Ibo Alfaro

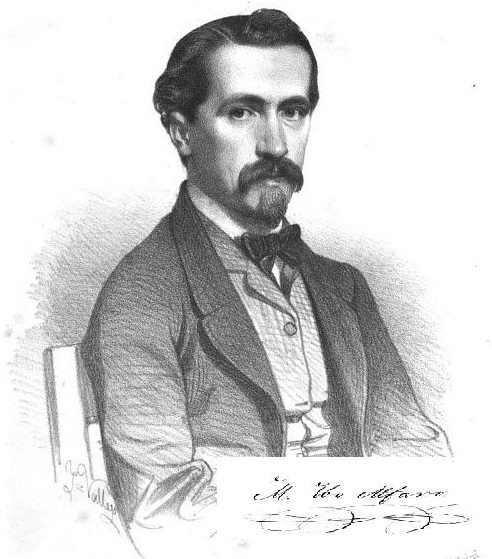
Retrato de Manuel Ibo.

Manuel Ibo Alfaro y Lafuente (Cervera del Río Alhama, 1828 - Madrid, 24 de noviembre de 1885) fue un escritor e historiador español del postromanticismo.

## Biografía
Nació en Cervera del Río Alhama, actual La Rioja, en 1828. Hijo del abogado Manuel Alfaro y de Saturnina Lafuente, se dedicó al periodismo y a enseñar matemáticas, lógica y psicología en diversas academias privadas de Madrid; se casó con Adela Cano Lacalle, natural de Gallur, sin descendencia; puso una imprenta en la capital del país y se consagró a la redacción de exitosos folletines, entre los cuales le ganó especial y polémica fama Malditas sean las mujeres (1858). Tuvo dos hermanos y una hermana que murieron solteros. Escribió novela histórica y textos profesionales, educativos o divulgativos también de naturaleza histórica. Entre las primeras destacan Flora y Sofía, La bandera de la Virgen del Monte o La mora encantada, Adolfo, el de los negros cabellos (1857 y 1862), Malditas sean las mujeres (1858; alcanzó siete ediciones y fue dramatizada en 1932 por Juan Ibarra), Ricardo y Felisa: Episodio de las fiestas del Pilar en Zaragoza (1858), El Orgullo y el amor, La Cruz y la golondrina (1877), Horas de recreo, La flor de Marruecos etc. Compiló también una colección de Cuentos tradicionales y fantásticos que ha sido reimpresa modernamente, al igual que sus novelas La hermana de la caridad, Malditos sean los celos, Ąviva mi novia!, La Cruz y la golondrina, El paraiso de las mujeres, El purgatorio de las solteras, Pasionarias de amor (1998)...
De carácter más estrictamente histórico son La corona de laurel. Colección de biografías de los generales que han tomado parte en la gloriosa campaña de África (1860); Apuntes para la historia de D. Leopoldo O'Donnell (1867; 2.ª ed. 1868), Historia de la interinidad española, escrita en presencia de documentos fidedignos (no apareció más que el tomo primero, 1871); el libro de viajes Jerusalem! Descripción exacta y detallada de los Santos lugares (1879), un Compendio de la historia de España (1863), que alcanzaba quince ediciones en 1908, y otro Compendio de la historia universal y de la General de España, muy reimpreso también.